# ان‌جی‌سی ۷۳۲۰سی
ان‌جی‌سی ۷۳۲۰سی (انگلیسی: NGC 7320c) یکی از کهکشان‌های پنج‌قلوی استفان است که در صورت فلکی اسب بزرگ واقع شده است.